# 山鳥毛
山鳥毛（さんちょうもう、やまとりげ、やまどりげ、さんしょうもう、やましょうもう）は、福岡一文字最盛期、鎌倉時代中期に作られたとされる日本刀の一つ。昭和27年3月29日に国宝に指定された。国宝指定名称は「太刀無銘一文字(山鳥毛)
」で、拵（こしらえ）は「打刀拵」として刀身の附（つけたり）に指定されている。
米沢上杉家に伝来し、上杉景勝の愛刀三十五腰の一口とされる。

## 作風

### 刀身
造り込み
形状は刀身に反りがあり、鎬（しのぎ）の筋が刀身の中央寄りにある鎬造（しのぎづくり）であり、棟は日本刀にしばしば見られる山型の庵棟（いおりむね）となっている。反りの中心が刀身の手元寄りに位置する腰反りで、その反りが高い。
刃文

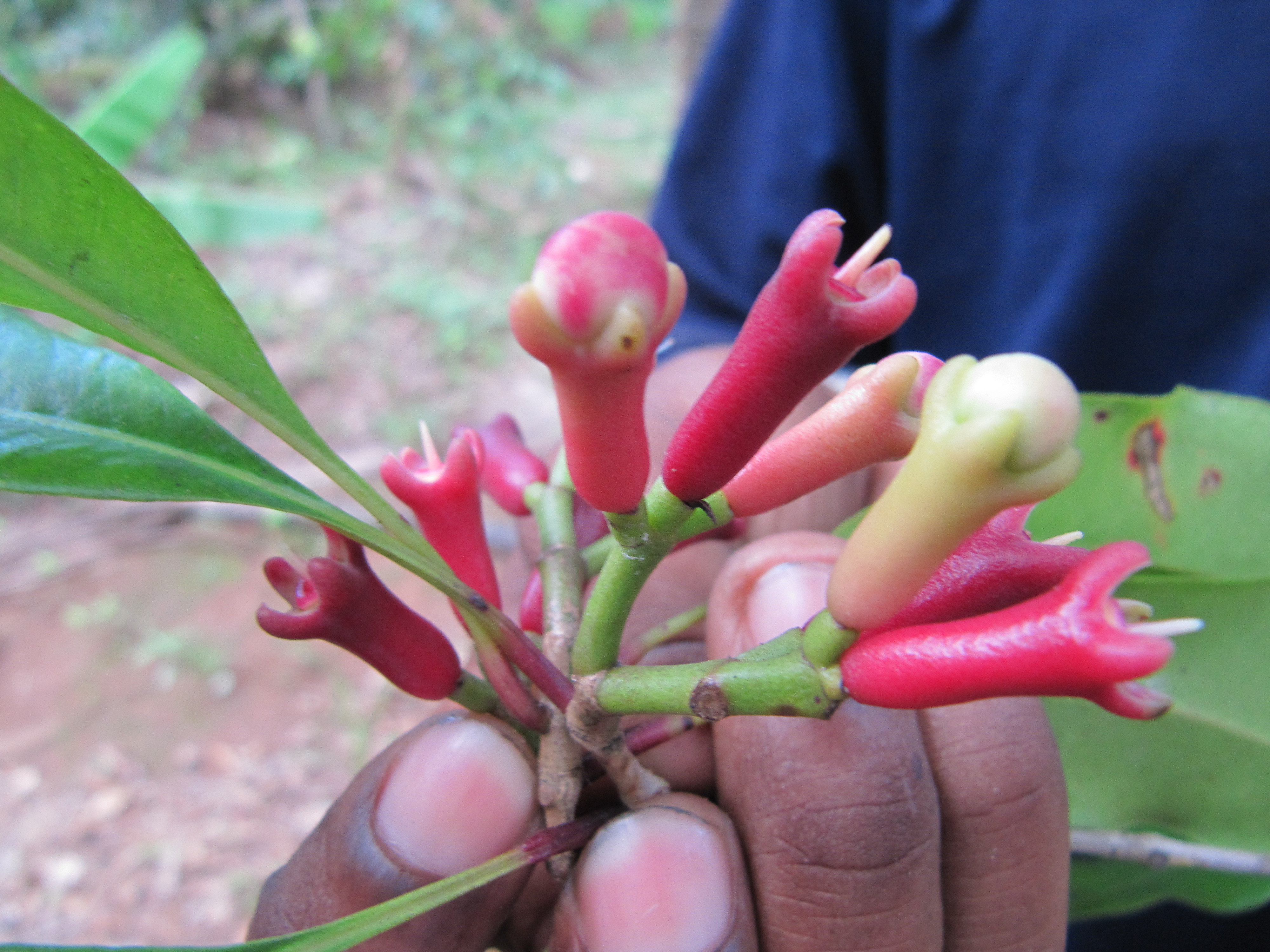
丁子の花蕾と果実

鍛え肌は日本刀に最もよく見られる板目肌で、鍛え目がはっきりしている。刀身の焼きの入っていない平地と呼ばれる部分には地沸（じにえ）という大きめの鋼の粒子が淡く見え、一文字派の特徴である丁子刃のうち重花丁子（じゅうかちょうじ）の特徴を持つ大丁子乱れという華やかな乱れ刃となっている。刃文は鎬に掛かるほどの大模様で、刃の縁から刃先に向かう線である「足」や、刃の中に点として現れる「葉」（よう）などの「働き」が無数に存在し、ところどころ鋼の組織の荒いものやその集まりが線状に重なって輝く金筋（きんすじ）が確認できる。
切先
刀身の先端部である切先は切先の長さは3.3センチメートルとなっている。これは切先が3-4センチメートルの中切先で、中でもがっしりとした、鎌倉時代中期の特色の猪首切先（いくびきっさき）を持つ。猪首切先は棟から刃先までが広くて峰が少なく、元と先の幅の差が緩やかで固いものを切るのに適性を持つ。
帽子
切先の刃文を意味する帽子は表と裏で異なる。表側は乱れ刃の波の間隔の広い湾れ（のたれ）があり、刃の先端部に進むに連れて箒で掃いた後のように見える掃きかけが確認できる。裏側は同じく湾れがあるが、こちらは小丸に返るという、切先に向かって小さい円を描く刃文が見られる。
彫物
表裏に棒樋（ぼうひ）がある。棒樋は鎬地に一本の太い溝を彫ることで、樋があるという場合一般的に棒樋を意味する。
茎（なかご）
使用する際は柄で覆われている茎は反りがあり、生ぶ茎（うぶなかご）という制作時の茎がそのまま残った状態で現存する。茎の先端は丸みのある栗尻で、柄から茎が抜け落ちるのを防ぐために彫られた鑢目（やすりめ）は、勝手下がりとなっている。刀身と柄を固定する目釘穴は2つある。無銘であるため、個別の刀工名は判明していない。これは削られたためではなく、元から銘がない状態となっている。
鎺付近の刃に切り込みの痕が残っている。

### 外装
拵
刀身に付属する打刀拵（うちがたなこしらえ）は室町時代後期の作品で全長110.2センチメートル、柄長27.8センチメートル。鐔のない合口拵と呼ばれるもので、滑り止めや手触りのために柄は藍韋（あいかわ）を巻き、鞘は黒漆を塗る。この鐔のない拵は上杉家以外ではほとんど見られないものとされる。一方で法隆寺西円堂の所蔵品や同じ室町時代の風俗画である「犬追物図屏風」にその存在があることから、上杉家固有のものではないとする考えを大阪歴史博物館の内藤直子は示している。上杉家伝来の拵は後世にて形を変えられずに残ったものが多いとされる。1997年の『日本のかたな』展の図録では謙信の好みに合わせて作られたとする考えが述べられている。
鞘
小刀の柄である小柄（こづか）と身だしなみを整えるための小道具である笄（こうがい）は、赤銅魚々子地（しゃくどうななこじ）に高彫りで肉高に彫られた象嵌の虎が設置されている。魚々子は切先が小円の鏨を使って金属の表面を凹ませて粒が散らばるように加工する技法。魚卵の散らばる様に似ていることから名付けられ、赤銅の地に加えられることの多い処理とされる。
柄
刀身が柄から抜け出すのを防ぐ目貫（めぬき）は、赤銅にそのまま虎の姿を容彫（かたちぼり）で表現している。立鼓が強いと言われる、頭（かしら）という柄の先端に装着された補強部分が大きく、手で握る部分が細く作られた形をとっている。刀剣研究家の佐藤寒山は特に柄形を後世では真似できない逸品と評している。

## 伝来

### 名称
名前の由来について佐藤は本作の美しさを賛美したものとして捉え、山鳥の羽や夕焼けの山からくるものと推察している。また号に関しては仮名書きで「さんしようもう」と記された札が存在している。福永は『双林寺伝記』の説について触れ、山火事の燃え上がる様から「山焼亡」とする説にふれているが、呼び名からそれはないとする見解を示している。

### 製作者
前述のとおり作者の特定はできていないが、福永は備前一文字の作品と考えられていることを記している。しかしよく知られる吉房、則房、助真などの銘を持つものの作風とは異なるものと評されている。福永は上杉の台帳ならびに天正19年に記された『双林寺伝記』の記述から、かつては兼光の作品と考えられていたことに触れている。

### 所有

#### 第二次世界大戦前後まで

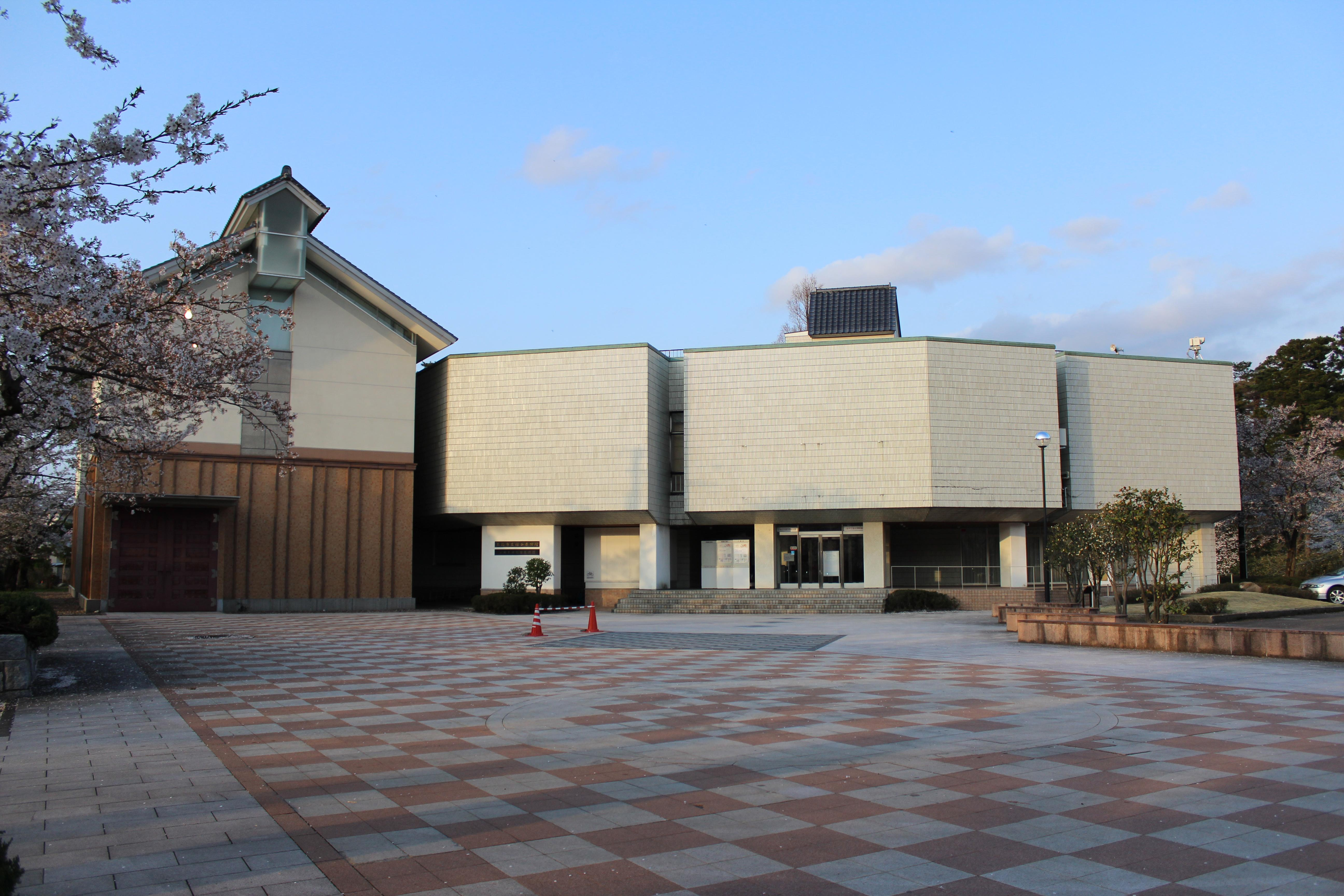
展示が予定されていた上越市立総合博物館（2013年）。改装後は上越市立歴史博物館と改称。

刀剣研究家の福永酔剣は『日本刀大百科事典』にて上杉家の刀剣台帳での記述に言及し、弘治2年10月に上州白井城主である長尾憲景が上杉謙信に上州に向かった際に献上した備前長船兼光の作であるとの記述を紹介している。佐藤は本作を『武将と名刀』にて関東管領伝来と推測している。第二次世界大戦終戦後に上杉家から岡山県の愛刀家の元に渡った。1948年に開催された日本美術史総合展覧会では上杉家の所有となっている。1997年より岡山県立博物館に寄託された。これ以降、県立博物館では年一回程公開されてきた。

#### 上越市購入の打診と白紙化
2016年8月23日、新潟県上越市市長の村山秀幸が定例記者会見にて、個人が所有する山鳥毛を自治体で購入する方針を明らかにした。上越市によると景勝が1598年に春日山城から離れた際に上杉家ゆかりの品々が市内を離れたことから、謙信ゆかりのものを集めることを歓迎する声があるとしている。この時の研究者による評価額は3億2000万円とされる。同年9月6日には「国宝謙信公太刀（山鳥毛）収集市民会議」が発足し、購入のための資金獲得に動き始めた。それに対し、税金での購入に反対を示す署名活動が行われ、2017年3月22日に265名分の税金購入への反対署名が提出された。『山陽新聞』では岡山県外への文化財の流出を懸念する記事を載せるなどの反響が見られる。また購入にあたる税金の利用には反対という声もあり、市民有志が2017年2月に開いたフォーラムでは市長の他賛成派反対派合わせて約100人が参加した。上越タウンジャーナルの2016年9月時点での調査では、アンケートで47%の上越市の住民が反対の意志を示している。上越市は2017年4月時点で、同年度予算案に購入費として3億2000万円を設定し、購入後はふるさと納税や寄付金などをその資金に充てる方針を示していた。しかし市の予算である3億2000万円に対し、所持者はそれに加えて上乗せされた金額である5億円を希望していたという齟齬が2017年5月に明らかになり、金額の折り合いがつかず最終的に上越市は山鳥毛の購入を断念した。この時の寄付金計7350万円はほぼ同年度末までに返還された。この時、日本骨董学院学院長の細矢隆男は週刊誌の『日刊ゲンダイ』の取材に対し、本作が海外にて高額で落札され流出してしまう懸念を示している。

#### 瀬戸内市による購入

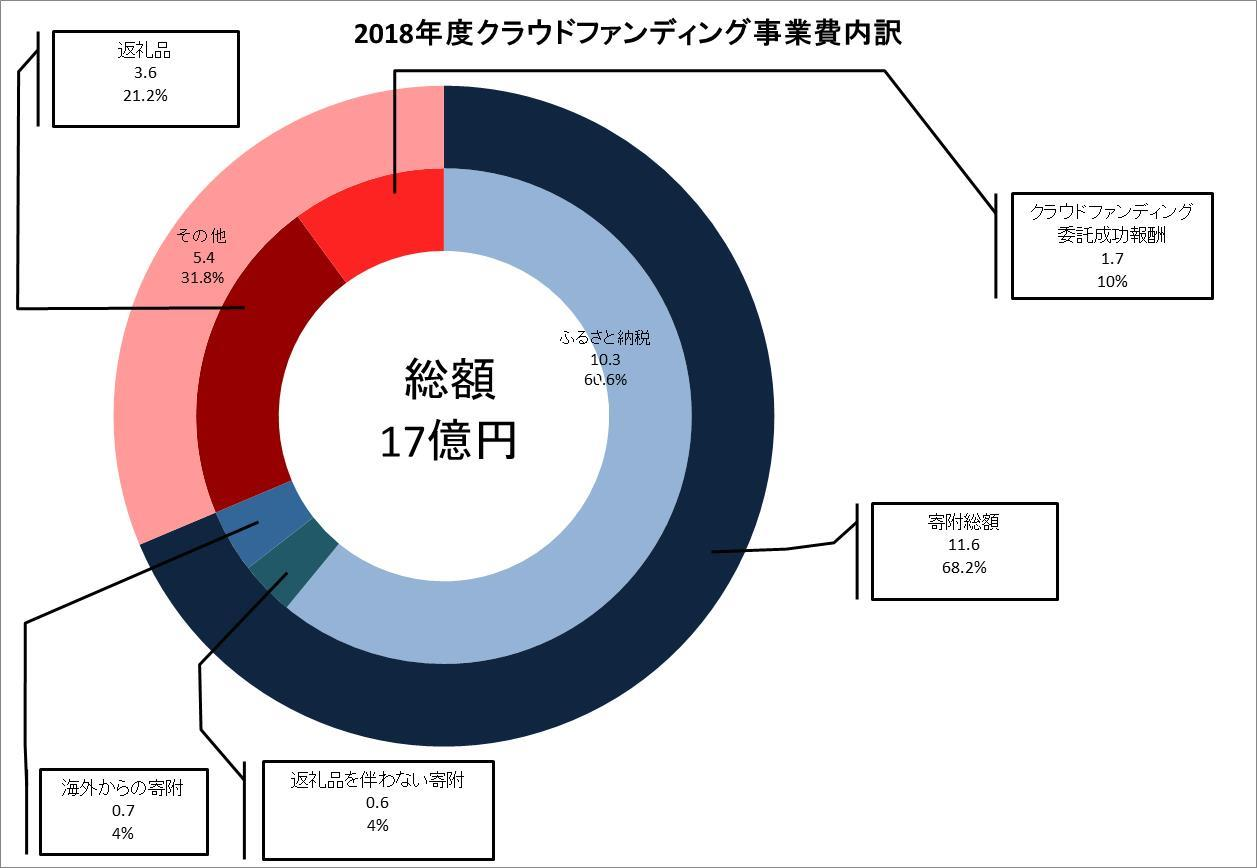
2018年度クラウドファンディングの内訳。重複分を含む。

クラウドファンディングの計画と議論

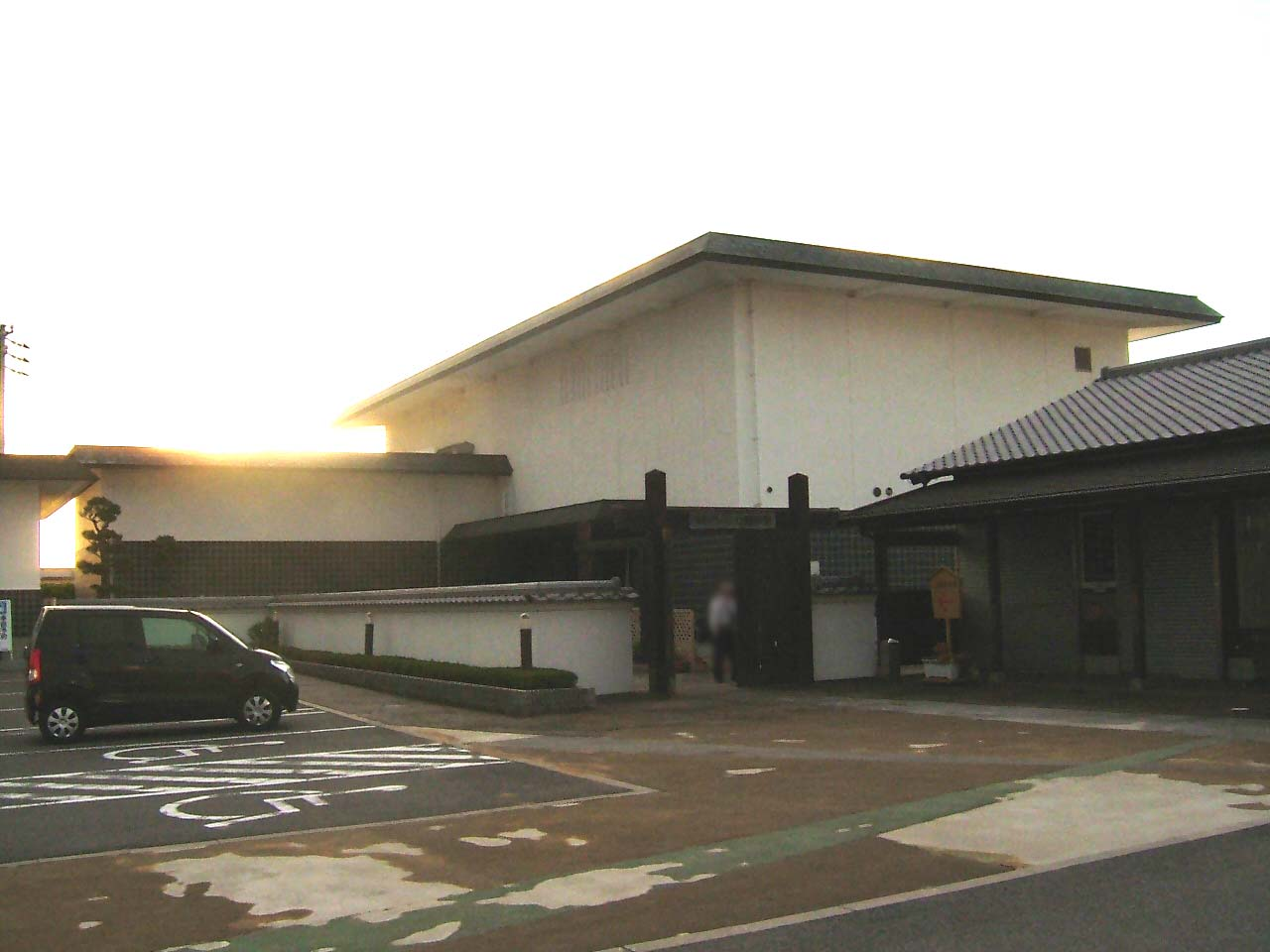
展示が予定される備前長船刀剣博物館（2011年）。

翌2018年1月、所有者から岡山県瀬戸内市に購入の打診が行われた。瀬戸内市は外部の人員からなる評価委員会を設置し、評価委員会は6月に経済効果を含めた資産価値を5億円以上とする意見書をまとめた。当初は8月から開始を予定していたが、7月に起きた西日本豪雨の影響で延期となった。2018年6月21日、市民団体「国宝太刀『山鳥毛』の購入に疑問を呈する会」により、市議会への関連予算案の上程中止などの申し入れ書が瀬戸内市長の武久顕也へ提出された。2018年6月26日のクラウドファンディング事業費は8時間の議論の結果、基金として積み立てた後一般会計への繰り入れが必要なことから重複分も含めて約17億円となることが決定した。
なお、この提示された金額には各紙以下の形で記載されている。
| 新聞         | 金額                                |
| ------------ | ----------------------------------- |
| 朝日新聞     | 最低計6億円                         |
| 産経新聞     | 目標11億6000万円                    |
| 東京新聞     | 最終目標は11億6000万円              |
| 中日新聞     | 最終目標は11億6000万円              |
| 日本経済新聞 | 最終目標は11億6000万円、最低計6億円 |
| 毎日新聞     | 最低計6億円                         |

これについては総費用の分かり辛さがあると指摘を受けた。それに対して瀬戸内市は6億集めるための経費込みであるため、合計金額は可変であることや、11億はクラウドファンディング参加者全員がふるさと納税の返礼品を受け取った際の金額であると述べた。
7月6日には「国宝『山鳥毛』購入活用プロジェクト」が内閣府地方創生推進事務局が推進する地域再生制度の認定を受けた。このプロジェクトでは本作購入後、瀬戸内市全域において市のシンボルとして国内外に発信し、観光客の誘致につなげる狙いや地域の経済効果の向上を狙うこと、経費は「瀬戸内市山鳥毛里帰り基金」という企業版ふるさと納税で積み立てた基金を活用することなどが記されている。瀬戸内市教育委員会社会教育課課長補佐の若松挙史はインタビューにて第二次世界大戦後に日本刀の作成が禁じられたこともあって刀工の数が長船では一人しかいなかったことにも触れ、職人の育成や技術発展にも期待している旨を述べた。定期的に行われている瀬戸内タウンミーティング意見交換の中でも、9月8日に開催されたものから、本作購入に向けた取り組みについて市民との間で議論が行われた。以下はその概略をまとめたものとなる。
| 区分               | 質問                                                                           | 回答 |
| ------------------ | ------------------------------------------------------------------------------ | --- |
| 購入経緯           | 瀬戸内市による購入以外の里帰りの方法の有無                                     | 所有者は手放すことを要望（平成30年9月8日 ゆめトピア長船）。                                                                 |
| 購入経緯           | 瀬戸内市による購入以外の里帰りの方法の有無                                     | 県立博物館から刀だけを移す場合、里帰りの意義が問われることを想定（同上）。                                                  |
| 購入経緯           | 瀬戸内市による購入以外の里帰りの方法の有無                                     | 備前長船刀剣博物館の改修も急務。改装が終わるまで県と所在については相談を予定（同上）。                                      |
| 購入経緯           | 瀬戸内市による購入以外の里帰りの方法の有無                                     | クラウドファンディングの実施で、瀬戸内市にて山鳥毛を観覧できる意義が参加者に伝わればと思う（同上）。                        |
| 購入経緯           | 寄付金の用途の周知                                                             | 山鳥毛以外の用途の寄付は山鳥毛には使われない（令和元年8月17日 牛窓町公民館）。                                              |
| 購入経緯           | 売買契約の進捗状況                                                             | 議会の承認がいるため未締結（平成30年9月8日 ゆめトピア長船）。                                                               |
| 購入経緯           | 売買契約の進捗状況                                                             | 持ち主との信頼関係に基づいて、クラウドファンディング期間中は売却を待ってもらっており、併せて進行状況も伝達（同上）。        |
| 購入経緯           | 売買契約の進捗状況                                                             | 12月がピークなのでそれに向けて準備中。山鳥毛の一時里帰りを予定（令和元年8月17日 ゆめトピア長船）。                          |
| 購入経緯           | 高評価のコラボがあるので山鳥毛は必要か                                         | 例に出たコラボは版権が瀬戸内市にない。山鳥毛もゲームに出た際に所持していればアピールになる（平成30年9月9日 瀬戸内市役所）。 |
| 購入経緯           | 工芸品と経済価値の合わさった判断が可能な人員の存在                             | 日本刀や文化財の専門家が一様に備前長船への収容を価値があると判断（平成30年9月9日 瀬戸内市役所）。                           |
| 購入経緯           | 必要性は分かるが金額が不安                                                     | 市税を使わないことで話を進めている（平成30年9月9日 瀬戸内市役所）。                                                         |
| 購入経緯           | 必要性は分かるが金額が不安                                                     | 市が購入する以上市税から出すべきとの意見もあるが、刀のためにも市を二分したくない（同上）。                                  |
| 災害               | 被災直後であることも加味した資金獲得への勝算                                   | 個人以外にも企業に強く呼びかける予定（平成30年9月8日 ゆめトピア長船）。                                                     |
| 災害               | 被災直後であることも加味した資金獲得への勝算                                   | 開始のタイミングは慎重に見極める（同上）。                                                                                  |
| 災害               | 災害の多発する中での実施                                                       | 計画を延期中。災害支援に取り組んでいる（平成30年9月9日 瀬戸内市役所）。                                                     |
| 災害               | 災害の多発する中での実施                                                       | 岡山県に文化財を残す形で貢献したいという面もあるので、タイミングを見て再開（同上）。                                        |
| 災害               | 災害の多発する中での実施                                                       | 税の使用に関しても意見が割れていて、税金を使わないことで町を二分しないようにしている（平成30年9月9日 牛窓町公民館）。       |
| 災害               | 災害の多発する中での実施                                                       | 全員が迎えられるような状態で行うには賛同者のみの寄付で話を進める必要あり（同上）。                                          |
| 災害               | 課題の優先順位の付け間違いに関する指摘                                         | 重要度が高いのは事実。安全対策など他の課題を軽んじているということではない（平成30年9月9日 牛窓町公民館）。                 |
| 災害               | 課題の優先順位の付け間違いに関する指摘                                         | 教育長と会話を予定（同上）。                                                                                                |
| 資金調達とその運用 | 資金が集まらなかった場合の対応                                                 | 所有者と相談（平成30年9月8日 ゆめトピア長船）。                                                                             |
| 資金調達とその運用 | 資金が集まらなかった場合の対応                                                 | 交渉が成り立たなければ別の希望者による購入を予想（同上）。                                                                  |
| 資金調達とその運用 | 資金が集まらなかった場合の対応                                                 | 返礼品の授受があった場合返金は難しい（平成30年9月9日 瀬戸内市役所）。                                                       |
| 資金調達とその運用 | 資金が集まらなかった場合の対応                                                 | 企業版ふるさと納税は目標到達後に金額を受領（同上）。                                                                        |
| 資金調達とその運用 | 資金が集まらなかった場合の対応                                                 | 所持者に迷惑が掛かることもあるので3月を区切りとする。延長はない（令和元年8月17日 ゆめトピア長船、牛窓町公民館）。           |
| 資金調達とその運用 | 資金が集まらなかった場合の対応                                                 | 目標達成に向けて尽力するとしか言えない（同上）。                                                                            |
| 資金調達とその運用 | 寄付が不十分だった場合の市税を使う可能性                                       | 現時点では考えていない（平成30年9月9日 牛窓町公民館）。                                                                     |
| 資金調達とその運用 | 寄付が不十分だった場合の市税を使う可能性                                       | 今後総合的に判断するが、税金を使わない方向で進行（同上）。                                                                  |
| 資金調達とその運用 | 寄付が不十分だった場合の市税を使う可能性                                       | 未達成時の寄付金に関しては現段階では明言できない（令和元年8月17日 ゆめトピア長船、牛窓町公民館）。                          |
| 資金調達とその運用 | 資金がに余剰が出た場合の対応                                                   | 有効活用できる計画を練る予定（平成30年9月8日 ゆめトピア長船）。                                                             |
| 資金調達とその運用 | 税金を使わないことの確約への要望                                               | 持ち主との契約書には記載しない（平成30年9月8日 ゆめトピア長船）。                                                           |
| 資金調達とその運用 | 税金を使わないことの確約への要望                                               | 市民との約束として守りながらの実施を予定（同上）。                                                                          |
| 資金調達とその運用 | 一般のクラウドファンディングの実施の有無                                       | 海外の参加者によるものは該当（平成30年9月8日 ゆめトピア長船）。                                                             |
| 資金調達とその運用 | 一般のクラウドファンディングの実施の有無                                       | 市民は非売品のみ受け取れる（同上）。                                                                                        |
| 資金調達とその運用 | 一般のクラウドファンディングの実施の有無                                       | 返礼品のない寄付が可能なことも説明予定（同上）。                                                                            |
| 資金調達とその運用 | 市内の企業のふるさと納税の控除を受けた際の減税のおそれ                         | 市内に本社がある企業は企業版ふるさと納税に参加不可。支店のみある企業が参加可能（平成30年9月9日 瀬戸内市役所）。             |
| 資金調達とその運用 | 値切の可否                                                                     | 他にも購入希望者がいるため難しい（令和元年8月17日 ゆめトピア長船）。                                                        |
| 広報               | 広報に資金を充てて注力することへの要望                                         | 注力したいと考えている（平成30年9月8日 ゆめトピア長船）。                                                                   |
| 広報               | 広報に資金を充てて注力することへの要望                                         | 駐車場の整備も必要（同上）。                                                                                                |
| 広報               | 広報に資金を充てて注力することへの要望                                         | 投資効果のみならず地域への経済効果や教育への影響なども考え、理解を得ながら進めたい（同上）。                                |
| 広報               | コミュニティや自治体での説明依頼                                               | 要望があれば伺いたい（平成30年9月9日 瀬戸内市役所）。                                                                       |
| 広報               | アンケート実施の依頼                                                           | 予定はない（平成30年9月9日 瀬戸内市役所）。                                                                                 |
| 広報               | 多額の宣伝費の理由                                                             | 市外へのPRのため（令和元年8月17日 ゆめトピア長船）。                                                                        |
| 広報               | 多額の宣伝費の理由                                                             | 費用対効果については検証の必要あり（同上）。                                                                                |
| 維持費             | 維持費の具体的な金額                                                           | 他の刀と基本的に変わらない形での維持を想定しており、経費が掛かり過ぎないよう設定を予定（平成30年9月8日 ゆめトピア長船）。   |
| 維持費             | 維持費の具体的な金額                                                           | 維持費が税金から出せない場合は毎年クラウドファンディング実施の可能性もある（同上）。                                        |
| 維持費             | 維持費の具体的な金額                                                           | 市民サービスが低下することはないようにする（同上）。                                                                        |
| 館内設備           | 備前長船刀剣博物館のセキュリティ                                               | セキュリティは掛けている。有人のセキュリティは不要と認識（平成30年9月8日 ゆめトピア長船）。                                 |
| 館内設備           | 一億円で水害対策込みの改修への充実度                                           | できる限りのケースを想定した改修にすることを予定（平成30年9月9日 瀬戸内市役所）。                                           |
| 観光               | 山鳥毛の観光資源としての有用性                                                 | 特別展の内容次第で来館者数は変わる（平成30年9月8日 ゆめトピア長船）。                                                       |
| 観光               | 山鳥毛の観光資源としての有用性                                                 | 他館との相互貸借も可能（同上）。                                                                                            |
| 観光               | 山鳥毛の観光資源としての有用性                                                 | 国宝の展示期間制限による展示期間外の間は、写しを展示することも想定（同上）。                                                |
| 観光               | 具体的な集客力                                                                 | 県立博物館の来場者数を参考にして欲しい（平成30年9月9日 牛窓町公民館）。                                                     |
| 観光               | 具体的な集客力                                                                 | 他館との貸し借りなど知恵を絞るつもり（平成30年9月9日 同上）。                                                               |
| その他             | 市の職員間の共通認識                                                           | まだ機会を持てていないので、日程を立てて共有の機会を設けたい（平成30年9月8日 ゆめトピア長船）。                             |
| その他             | 今回のクラウドファンディングは好機                                             | 金額が妥当であることは自信を持って伝えたい（同上）。                                                                        |
| その他             | 美術品というより武器                                                           | 旧長船町の刀剣博物館設立の思いはその扱いにあったとの考え（平成30年9月9日 牛窓町公民館）。                                   |
| その他             | 美術品というより武器                                                           | 文化の多様性への理解に向けた取り組みが不十分で、強化の必要あり（同上）。                                                    |
| その他             | 重要文化財法に基づいた審議の有無                                               | 仰る通り（令和元年8月17日 ゆめトピア長船）。                                                                                |
| その他             | 国、県、市、住民の意見の取りまとめが達成に繋がるとの考え                       | 県には多方面で協力を依頼。文化庁には国宝の適正保存について相談（令和元年8月17日 ゆめトピア長船）。                          |
| その他             | 国、県、市、住民の意見の取りまとめが達成に繋がるとの考え                       | 市内外からの関心を集めてプロジェクト達成に繋げたい（同上）。                                                                |
| その他             | 学校の年間計画に入っていない事業を行政の都合で無断で入れないで欲しいという意見 | 教育側の負担を増やすのは本意ではない（令和元年8月18日 瀬戸内市役所）。                                                      |
| その他             | 学校の年間計画に入っていない事業を行政の都合で無断で入れないで欲しいという意見 | 前年度に教育計画は立てられるので全校ではない可能性あり（同上）。                                                            |
| その他             | 学校の年間計画に入っていない事業を行政の都合で無断で入れないで欲しいという意見 | その時しかできない教育として学校の主体性も顧みつつ予算を確保（同上）。                                                      |

2020年2月の市議会だよりの一般質問の中で武久はこれらの講演について振り返り、参加者には意義を理解してもらったと述べている。
10月23日、武久が東京都内の記者会見にて、クラウドファンディングを用いた山鳥毛の購入を目指す旨を公表した。これについて武久は税金購入による市内での意見の相違による分断というリスク回避と備前刀の情報発信、加えて刀鍛冶の文化および技術継承に活かすことを目的として述べた。その上で購入費、返礼品、保管先の設備強化のため最終的に11億6千万円を集める目標を明らかにした。この資金確保の一環として、2018年12月に備前長船刀剣博物館にて制作された山鳥毛の写しを含む返礼品が展示された。一方市民団体からの反対意見として、豪雨の影響もあり、災害対策や子育て支援を優先すべきとの意見も上がり、前述のとおり延期された。『山陽新聞』によると、慎重論の中では町の現状に見合っていないとする意見や、維持管理費を示すべきとする意見が述べられた。また瀬戸内市議会の11月定例会における一般質問では、本作の購入に基金も税金も使わないと述べた。
経済効果に関して経済評論家の山崎元は『日刊ゲンダイ』にてどの程度の経済効果があるかが未知数で、市民に分かり易い方法があるのではないかと疑問を提示した。また経済アナリストの森永卓郎は『日刊ゲンダイ』にて文化財の購入そのものには賛意を示しつつも、刀の購入そのもので元が取れるのは数百年後になるのではないかとの考えを示した。
プロジェクトの難航と延長の決定、成就のための試み
プロジェクトの資金確保は難航し、1月29日に所有者へ連絡を入れ3月末まで期間を延長する。また宣伝や返礼品のためにその時点で6200万円の経費が使用されたことも発表された。1月14日には武久が謙信に扮して岡山市にある吉備津彦神社にてプロジェクトのPR活動を行った。
その後2019年1月末までの集まった金額が2億5415万円と目標額に到達しないことから、2月14日武久は記者会見にて山鳥毛の購入にふるさと納税などの寄付で資金を調達する予定を撤回し、自治体の貯金にあたる「財政調整基金」から不足分を充当することを示した。併せて関連議案を市議会に提出した。クラウドファンディングの難航について武久は時間と見通しの不足を原因として挙げた。また市民から業者への委託料が不当だとして住民監査請求が市監査委員に依頼された。この決定への反対として2月25日に市民団体から中止を求める署名2137筆が提出された。しかし3月に所有者から資金調達を待つという話が上がり、3月6日に撤回が議会に伝わり、方針の転換への批判はありながらも、3月15日に議案の撤回は認められた。その後この方針は瀬戸内市による購入に賛成する市民団体「刀剣インターネットコミュニティ」から4696筆、反対の「国宝太刀『山鳥毛』の購入に疑問を呈する会」から4231筆の署名を市議会に提出された。3月20日、市議会の2月定例会は山鳥毛の購入資金調達を寄付によって集める補正予算案を可決、閉会した。条例案の可決は賛成9人、反対8人の僅差だった。この時議会だよりで賛成意見として応援されている企業や人々の意向を尊重することが挙げられ、反対意見には地方財政法第3条に則っていない論拠の弱い予算案であるとの考えなどが挙げられている。また市議会議員の室﨑陸海に購入によって議会と市の分断の発生が危惧されている。この頃若松は学芸員資格を所持していて日本刀に関する知見を持つとしてプロジェクトを担当するチームに加わり、メンバー間で秋以降に特に注力することを決めた。
2019年8月の市議会の定例において、築35年を迎える備前長船刀剣博物館の改修費用として1億4000万円が費用として計上された。9月20日にクラウドファンディングの新たなサービスとして参加者に正式な所有権はないもののオーナー証が交付される「一口佩刀」を10月から開始することが公表された。この所有者気分が味わえるとされた制度が愛好者の間でtwitterなどでの口コミを通じて広がり、それまで低調だった寄付額が2019年10月には9400万円と、同年9月の9倍に達した。9月14日から開催された「一文字と長船」と題した展示の10月8日から14日にかけて、備前長船刀剣博物館にて山鳥毛が陳列された。小説家の和ヶ原聡司はこの展示が行われた際に地元のバス会社が一週間のみシャトルバスを無償運行させたことを記している。この展示において本作の展示期間中に約5500人が来館し、最大で1時間半待ちの列が形成されるなどの影響が見られた。この時、一口佩刀のブースを会場に設置した。11月17日には佐野美術館理事長の渡邉妙子を招き、講演会「日本一華やかな『備前刀』」を実施した。11月21日、文化庁との協議の結果博物館の改修が急務ではなくなったとして目標額の6億円から展示施設の改修費用を除外した5億1309万円に修正する方針を明らかにした。12月にはひと月で1億5000万円以上の寄付が集められた。
また、以下のように各企業や団体からの寄付が行われた。
| 日付           | 寄付者                                                                       | 金額       | 備考 | 出典    |
| -------------- | ---------------------------------------------------------------------------- | ---------- | --- | ------- |
| 2019年9月25日  | 瀬戸内市の燃料・石油小売業、中国銀行、トマト銀行、備前信用金庫、日生信用金庫 | 約1500万円 | | [ 130 ] |
| 2019年11月9日  | くにうみアセットマネジメント                                                 | 1000万円   | 平成31年3月20日に開催された2月第2回定例会で、日本共産党議員の島津幸枝に、2ヶ月前に地方創生推進事業提案業務を800万円で事業者に選定されていたことから、影響が指摘されている。 | [ 131 ] |
| 2019年11月29日 | 倉敷市安養寺                                                                 | 100万円    | | [ 132 ] |
| 2020年1月25日  | 山陽放送（後のRSK山陽放送）、テレビせとうち、岡山放送                        | 150万円    | | [ 133 ] |

購入費用調達の達成と受賞
2020年1月27日、購入費用が目標を上回ったことが報じられた。これは『山陽新聞』によると24日に地元企業からの大口の寄付によって達成され、その後の寄付は関連基金に積み立てられるとしている。2月17日、瀬戸内市は4月に文化観光部を設置して文化財などの管理を市長直轄にして教育や観光に役立てる施策を明らかにした。武久は購入資金調達の2019年末の寄付額の増加の要因の一つとして、10月に行われた展示の影響に触れている。2月14日から29日にかけて同作が岡山県立博物館にて展示された。2月19日に開会された定例市議会にて売買契約のための議案が提出され、3月17日に可決したことが報じられた。寄附は個人が1万7354件、団体と企業から154件を合わせて総額8億8095万6472円と、目標金額5億1309万円の125.5%に達した。このうち企業版ふるさと納税では147社から3億1201万円を取得した。瀬戸内市は返礼品などの費用を除いて6億4401万円を資金として取得した。この金額は歴史ライターである宮永忠将に日本刀の中で最高額だと評されている。またこの補正予算案には山鳥毛の商標登録手数料や本作の運搬費、寄付者に対する礼状の送付などで962万円が加算された。22日には瀬戸内市に本作が引き渡された。瀬戸内市は本作を文化庁の要綱に従って定期公開する意思を示しており、バーチャル・リアリティを活用した展示なども整備して来館者数の増加を目指すとしている。プロジェクトのプロモーションを目的として、2020年8月に岡山市中区の岡田商運が本作の写真やふるさと納税を呼び掛けるメッセージの掲載されたラッピングトラックの出発式が開催された。観光事業としては、瀬戸内市内に所在のある慈眼院と靭負神社にて絵馬が制作・販売された。
本作は2020年の春に展示される予定だったが、同時期に発生した新型コロナウイルスの感染拡大により、2020年9月10日から10月4日までに延期された。瀬戸内市議会議員の日下俊子は当時の雰囲気について記しており、コロナウイルスの感染拡大による不安が市民の間で広がる様子について触れ、予算についてもこの時期に本作の展覧会を開催すべきではないと反対したと述べている。展示は感染症対策のため完全予約制で予定通りに行われた。予約制で展示開始時点で9割ほど埋まっており、9月半ばに予約が埋まった。最終的にはこの展示に6682人が足を運んだ。11月29日にはゆめトピア長船にて購入記念コンサートが開催された。本件で武久は岡山県において地域振興に貢献した人物などを称賛する「第17回岡山武蔵倶楽部大賞・特別賞」で大賞を受賞した。また瀬戸内市は2021年1月26日に地域活性化を実現したとして、令和2年度企業版ふるさと納税に係る大臣表彰の地方創生担当大臣表彰を受賞した。2022年3月、瀬戸内市は地元経済の活性化を目的とした、商標権の取得を公表した。

## 年表
- 鎌倉時代中期 - 福岡一文字派の刀工によって制作されたと推測。
- 室町時代後期 - 拵が制作されたと推測。
- 1556年10月 - 上州白井城主の長尾憲景によって上杉謙信に献上。
- 1937年12月24日 - 重要美術品に認定。
- 1940年5月3日 - 旧国宝に指定。
- 1948年～1958年 - 上杉家から岡山県の愛刀家が購入。
- 1952年3月29日 - 新国宝に指定。
- 1997年 - 岡山県立博物館に寄託。
- 2015年
  - 6月16日 - 新潟県立歴史博物館から上越市に山鳥毛の販売に関して情報を提供[156]。
  - 9月2日 - 所有者と上越市担当者間の初顔合わせ。所有者は10億円を提示[156]。
- 2016年
  - 3月11日 - 所有者から最初は3億円で提示し、状況を見て変更することを提案、受け入れ[156]。
  - 6月15日 - 所有者から上越市にメールで「最低価格3億円以上でできる限り10億円に近づけたい」と連絡[156]。
  - 6月16日 - 価格の評価が3億2000万円と提示[156]。
  - 6月25日 - 所有者が倉敷市・岡山県経由で文化庁へ予定価格3億2000万円で譲渡先を上越市で申し出を提出[156]。
  - 8月19日 - 教育委員会定例会にて購入の意思決定と補正予算提出の承認を実施[156]。
  - 8月23日 - 上越市長の記者会見。
  - 12月6日 - 所有者から上越市に購入意志の確認とふるさと納税の取り組みに対する疑問をメールで提示[156]。
  - 12月9日 - 上越市から所有者に仮契約書の草案を送付[156]。
- 2017年
  - 3月2日 - 所有者と上越市が面会。手続きやスケジュールの説明[156]。
  - 3月8日 - 所有者から上越市に購入金額変更依頼のメール[156]。
  - 3月24日 - 購入予算議決。所有者にその旨と4月1日以降の面談依頼をメール[156]。
  - 5月18日 - 所有者と上越市の面会。所有者は3億2000万円では契約できない旨を伝達[156]。
  - 7月19日 - 教育長名で所有者に書簡を発送。3億2000万円は双方の合意の金額との記載[156]。
  - 9月5日 - 所有者から市長に宛てて売買契約の白紙化を表明[156]。
  - 10月18日 - 所有者から市長に宛てて書簡で提示された金額の解釈について説明[156]。
  - 11月8日 - 所有者と上越市の面会。所有者は上乗せされた金額で手取り5億円を希望していることと、上越市への売却を拒否[156]。
  - 11月20日 - 教育委員会定例会にて上越市による購入断念、および補正予算提出の承認[156]。
- 2018年
  - 1月 - 所有者から瀬戸内市に売買を相談。
  - 6月 - 瀬戸内市が外部の人員を設定した評定委員会が本作の価値を5億円以上と判断。
  - 6月26日 - クラウドファンディング事業費が重複分も含めて17億円と設定。
  - 10月23日 - 瀬戸内市長が記者会見にてクラウドファンディングを用いた本作の購入を目指すことを発表。
- 2019年
  - 1月29日 - 瀬戸内市長、クラウドファンディングの期限を2020年3月末まで延長を依頼、所有者は了承。
  - 2月14日 - 瀬戸内市長、記者会見にてクラウドファンディングでの資金調達を撤回し「財政調整基金」から不足分の調達を発表。
  - 3月 - 所有者から瀬戸内市長に資金調達を待つと連絡。
  - 3月6日 - 財政案の撤回が瀬戸内市議会に伝達。
  - 3月15日 - 議案の撤回が承認。
  - 11月21日 - 目標額を6億円から5億1309万円に修正。
- 2020年
  - 2月19日 - 瀬戸内市議会にて売買契約のための議案が提出。
  - 3月17日 - 上記議案が可決。
  - 3月22日 - 所有者から瀬戸内市に山鳥毛を引き渡し。

## 評価
本作は上杉景勝御手選三十六腰之一として知られ、また鎌倉中期備前一文字の最高傑作とされる。一方で1900年に設立された日本刀研究と保存を目的とする中央刀剣会所属の鑑定家で研師でもある山田英は、本作について鎬の筋が通っていない、全体的に均整に欠ける田舎びた作品として評価に疑問を呈している。研師の小野光敬は沸と匂の作風が対照的である相州物と備前物を比較する中で印象に残る作品として山鳥毛に触れ、他の一文字の作品と地鉄の細かさが異なるとしている。また、一文字の作品ではないとする意見や作品として洗練されていないとする考えにも触れつつも、本作が一文字の名作の中でも本来の水準を越えた作品であるとの考えを示している。東京国立博物館研究員の佐藤寛介は本作の刃紋は偶発的な産物で唯一無二のものであると評している（山鳥毛は裸焼きと土置きを組み合わせた焼き入れだと考えられている。そのため裸焼きの部分は偶然に左右される。）。景勝が記した『腰物目録』では「上秘蔵」とされている。渡邉は本作について一文字派の刀の中で最も豪華な刃文を持つとして、この刃文は再現不可能と評されると述べている。
1937年12月24日に重要美術品に認定され、1940年5月3日に当時の国宝保存法に基づき旧国宝（文化財保護法下の重要文化財に相当）に指定された。前述のとおり、1952年（昭和27年）3月29日に文化財保護法に基づく国宝（新国宝）に指定された。

## 後世への影響
本作は前述の通り倣いや写しが複数作成されている。中でも刀工の大野義光は昭和59年に作成し、代表作と評された写しを始め、昭和61年の作品や平成16年のものなど生涯で複数の山鳥毛の写しを作成している。また大野の昭和61年の作である「太刀 銘 越後国義光作 （山鳥毛写し）」には白鞘師の廣井章久による拵の写しが付属している。
瀬戸内市では本作の購入後、ふるさと納税の返礼品として地元の刀工に新たな写しの作成を依頼、2022年11月に完成した。
備前長船刀剣博物館では刀と共に購入した拵「合口造鞘黒蝋色塗柄革巻拵」や刀装具を別に展示している。
サブカルチャーにおいてはスマートフォン向けアクションRPG『天華百剣 -斬-』に本作を擬人化した山鳥毛一文字（やまとりげいちもんじ）が2017年10月23日に実装された。2020年4月1日から5月24日にかけて、岡山県津山市主催の「天華百剣と名刀写し展～津山ゆかりの刀剣再現プロジェクト～」にて本作の写しがキャラクター画像と共に展示された。展示は「天華百剣と名刀写し展in岡崎」と称して、岡崎城と三河武士のやかた家康館でも2021年6月19日から8月29日まで開催された。この特別展で展示された山鳥毛の写しは大野による作品となっている。
2019年12月には刀剣育成シミュレーションゲーム『刀剣乱舞 -ONLINE-』にて山鳥毛（さんちょうもう）が実装された。ゲーム制作企業ニトロプラス代表のでじたろうが瀬戸内市の本作購入の記者会見のため武久にニトロプラスが所有する写しを貸し出したり、日本放送協会の取材に対し瀬戸内市の購入計画との連携も要望があれば検討する旨を示している。12月25日からは渋谷パルコ内の店舗である刀剣乱舞万屋本舗にて大野による本作の写しが展示された。『朝日新聞』はゲームのファンによるふるさと納税が前述した瀬戸内市のクラウドファンディングにおいて、企業からの大口の寄付と合わせて追い風となったことを指摘し、『毎日新聞』もキャラクターの実装がクラウドファンディングに影響を及ぼしたとの考えを述べている。また2020年9月10日から10月4日の展示ではゲームとのコラボレーションとしてオリジナルグッズの販売などが行われた。クラウドファンディングの寄付により、ニトロプラスとくにうみアセットマネジメントは紺綬褒章を受章した。
瀬戸内市のクラウドファンディングの効果は2020年2月9日に特別重要刀剣にあたる八文字長義が販売された際に、『秋田魁新報』が地域振興のための日本刀購入の一例として紹介した。
2021年4月8日には観光の活性化にむけて本作をあしらったラッピングタクシーを公開し、同月10日から西日本旅客鉄道長船駅と備前長船刀剣博物館間を走行すると発表した。これは2021年7月から3年間開催される「岡山県デスティネーションキャンペーン」に向けて企画されたものとされる。
2021年に行われた瀬戸内市長選では、本作を用いた観光振興策が争点の一つとして『山陽新聞』に挙げられた。現職の武久の対立候補である元旧長船町議の岸覚は、同紙にて4回連続の無投票による当選の阻止と福祉関連部署の庁舎の移転中止、本作の上越市への無償譲渡を訴えた。この選挙では武久が13325票を獲得、岸が4022票を獲得し、武久が4選を果たした。